# Journal d'un oiseau de nuit
Pour les articles homonymes, voir Bright Lights, Big City.
 (février 2017).
Si vous disposez d'ouvrages ou d'articles de référence ou si vous connaissez des sites web de qualité traitant du thème abordé ici, merci de compléter l'article en donnant les références utiles à sa vérifiabilité et en les liant à la section « Notes et références ».
Journal d’un oiseau de nuit (titre original : Bright Lights, Big City) publié en 1984, est le premier roman de l’écrivain américain Jay McInerney. Cette œuvre, symptomatique d’une certaine Amérique des années 1980, a connu un vif succès à sa sortie et a initié un nouveau groupe littéraire, le Brat Pack. 
La tragi-comédie d’un jeune New-Yorkais, confronté à la réalité de la mort de sa mère, à l’aliénation et à l’influence croissante des drogues.

## Résumé
« Le jour, vous travaillez dans un grand magazine new-yorkais, où vous vous ennuyez à mourir à vérifier la véracité des informations. La nuit, flanqué de votre double maléfique, l'irrésistible Tad Allagash, vous fréquentez les boîtes de nuit, à la recherche d’improbables émotions. 
Mais vos coups de cœur tournent vite à l’échec et vous devenez un oiseau de nuit qui erre inlassablement dans Manhattan, des buildings cossus de Madison Avenue jusqu’aux contre-allées sordides du Lower East Side. À quoi pensez-vous ? À la femme qui vous a plaqué ? À une sourde culpabilité alors que votre mère se meurt ? À la vacuité de votre existence ? »

## Citations
- « Sa voix était comme l'hymne du New Jersey joué avec un rasoir électrique ».
- Tad Allagash est « un patineur artistique qui ne se préoccupe jamais des requins sous la glace ».

## Le nom du roman
Quelques jours avant l'envoi au tirage, McInerney ne possédait toujours pas de titre à inscrire en première page de son nouveau roman. Voulant se sortir de ce stress pré-publication, il écouta sobre et seul un vinyle de Jimmy Reed. Fan de blues, McInerney trouva dans la chanson Bright Lights Big City (tiré de l'album éponyme de 1956) le nom de son roman. En effet, il remarqua beaucoup de correspondance entre l'histoire chantée par Jimmy Reed et les préoccupations de sa première œuvre.

## Critique
Le narrateur du roman, dont l’identité n’est pas révélée par l’auteur, s’exprime à la seconde personne du pluriel (d’où le style du résumé ci-dessus). C’est un procédé littéraire qui facilite l’identification du lecteur et qui avait déjà été utilisé auparavant par l’écrivain français Michel Butor dans son roman La Modification. 

## Adaptations
Jay McInerney a adapté lui-même son roman Bright Lights, Big City en écrivant le scénario du film, réalisé par James Bridges, et sorti en 1988 sous le titre des Feux de la nuit. Les principaux interprètes sont Michael J. Fox, Kiefer Sutherland et Phoebe Cates. Le nom du personnage joué par Michael J. Fox, Jamie Conway, serait une anagramme tordue du nom de l’auteur, Jay McInerney. Les lettres ne correspondent pas aux deux noms, mais c’est une question de prononciation plutôt que de correspondance des lettres. La cocaïne que renifle Michael J. Fox dans le film était en réalité du lait en poudre.
Un remake, réalisé par Josh Schwartz, doit sortir en 2010.